# محوطه کله شک ۲
محوطه کله شک ۲ مربوط به دوره اشکانیان است و در شهرستان گیلانغرب، بخش مرکزی، دهستان چله، ۱۵۰ متری شمال شرقی روستای متروکه کله شک واقع شده و این اثر در تاریخ ۲۶ اسفند ۱۳۸۷ با شمارهٔ ثبت ۲۵۶۱۸ به‌عنوان یکی از آثار ملی ایران به ثبت رسیده است.